# Babanowszczyzna
Babanowszczyzna (lit. Baboniškės) – kolonia na Litwie, w okręgu wileńskim, w rejonie wileńskim, w gminie Mariampol, przy linii kolejowej Wilno – Stasiły.

## Historia
W dwudziestoleciu międzywojennym leżała w Polsce, w województwie wileńskim, w powiecie wileńsko-trockim, w gminie Rudomino. W 1931 miejscowość liczyła 52 mieszkańców, zamieszkałych w 10 budynkach.
Po II wojnie światowej w granicach Związku Sowieckiego. Od 1991 na niepodległej Litwie.